# 初中成績評核試
初中成績評核試（英語：Junior Secondary Education Assessment），又稱為中三評核試、中三淘汰試、JSEA、Secondary 3、Secondary 3 Assessment、S3或S3A，是香港在1981年至1987年間舉辦的公開考試，由於1980年代初期香港高中學額不足，所以在中學三年級設立該考試，作為分派學生升讀高中課程的評核標準，中三學生通過此試競逐政府資助的中四學額，否則便不能在官立或津貼中學升讀高中，所以此試對當時初中生的升學前途有重要影響。1980年代中期香港政府決定增加資助高中學額，讓大部分初中學生都可升讀高中課程，1987年的初中評核試為最後一屆，所以該考試只舉辦了7屆便取消。

## 學制沿革
香港二次大戰後同時實行「3223」及「3214」學制，包括3年初中（中一至中三）、2年高中（中四及中五）、2年或1年預科（中六及中七，而「3214」學制無中七）、3年或4年大學（視乎院校規定）。中五學生須參加香港中學會考，競逐升讀中六預科。
1992年及之前，預科課程分為兩年制及一年制兩種，兩年制（即「3223」學制）須於中七參加香港高級程度會考，競逐升讀香港大學。一年制（即「3214」學制）則須於中六參加香港高等程度會考，競逐升讀香港中文大學。1993年起，取消「3214」學制、一年制預科及香港高等程度會考；統一實行「3223」學制及兩年制預科，預科學生統一於中七參加香港高級程度會考，競逐升讀所有本地專上學院。
2012年起，取消「3223」學制、預科、香港中學會考及香港高級程度會考；改行「334」學制，中一至中三為初中，中四至中六為高中，不設預科，中六須參加新設的香港中學文憑考試，競逐升讀所有本地專上學院。
不論是「3223」、「3214」或「334」學制，香港的中學也是以完全中學為主流，絕大多數日校官津中學，也一校同時開辦初中、高中及預科。大多數學生，初中及高中也於同一中學就讀，預科就視乎成績或／及個人意願，繼續原校升讀或轉往他校。

## 推行

### 設立原因
1971年香港推行六年免費義務小學教育，再於1978年推展至九年免費強迫教育，即初中中三，同時大多數官津中學，仍為「非平衡班級」，即高中每級班數，較初中每級為少，通常是初中各級有6班甚至更多，高中各級只有4班，使中三升中四出現樽頸位，有大量完成中三的學生未能原校升讀中四。
與此同時雖然高中及預科並非免費強迫教育，但政府資助的官立及津貼中學開辦的高中及預科課程，只收取低廉學費，故大部份學生完成中三後，也希望繼續升學至最少完成中五。可是在1980年代初期，政府資助的高中學額極為有限，至1983年資助高中學額只佔中三學生的63%。
政府當時認為只有部分學生適宜在中三後繼續學術教育，另有部分學生適合實用教育，更有學生選擇投身就業市場而非升學，所以只應讓有能力升讀中三以上課程的學生升學，於是設立中三評核試篩選學生，及早分流不同學生，分配有關學位，同時未能升讀高中的學生，也可考慮修讀職業訓練技工課程。

### 評核方法
初中成績評核試由校內成績評核及公開測驗組成，中學要先將中三學生的校內學科成績，作內部評分，然後根據學生在全港性的公開測驗，於中、英、數三個基本學科取得的成績，調整考生的校內評分，確保各學校之間的成績能夠作公平的比較。該評核試一般於中三學年的一月初分兩日舉行，約於同年四月份進行「電腦派位」，中三學生須選擇15間中學（15個志願），派位結果於七月中公佈。此外私立中學中三學生，派位時亦可選擇官立或津貼中學，此舉可以節約私校較高的學費。

### 考生前途
1980年代初期，學生須在中三參加初中成績評核試，並取得較佳成績，才可在官立或津貼中學升讀高中，這等同把成績較遜色的學生淘汰掉，所以常稱為「中三淘汰試」。未能通過的學生，或會轉讀職業訓練技工課程，而家境較佳的，可轉讀學費較官津中學昂貴的私立高中，甚至負笈海外。基於一般學生完成中三時，已年滿或快將15歲，達到受僱工作的年齡下限，1980年代的職場學歷要求仍不太高，仍有較多職業工種接受中三學歷人士申請入職，所以亦有部份初中生會完成中三便離校就業。
早年由於中學分佈不均，有居住柴灣的中三學生獲派屯門中學的中四學位，形成不便。

## 取消
香港政府於1980年代初期，邀請海外專家組成國際教育顧問團，檢討香港的教育政策，顧問團認為應取消初中成績評核試，同時提出任何有志於在強迫教育後繼續升學的學生都應該有資助學位供應。跟進有關報告的教育統籌委員會於1984年發表第一號報告書，認為即使現階段未能取消初中成績評核試，但建議增加中三學生升學的機會，在增加技工課程學額之餘，亦應增建中學及調整部分中學的班級結構為平衡班制度以提供更多資助高中學額。
香港社會團體、區議會及教育界等界別的輿論，普遍反對推行初中成績評核試，認為評核試影響學生前途，尤其在七年中學階段的三個公開考試，即初中成績評核試、香港中學會考及香港高級／高等程度會考，是過於密集，對學生、家長及學校都造成很大壓力，同時令不能升讀高中的學生充滿挫敗感，而且學校過於專注於考試，便不能以學生為中心發展課程，所以輿論都反映應容許所有初中學生升讀高中。
教育署於1985年研究改以新的高中派位辦法取代初中成績評核，同時在1980年代中期增加撥款，加快中學建校計劃，於1980年代後期至1990年代初增加資助高中學額。教育統籌委員會於1986年發表的第二號報告書，提議於1991年取消初中成績評核試，改以新的高中派位辦法取代。由於初中成績評核試自推行以來，一直備受社會非議，隨著加快興建新中學，預期可在1980年代後期大幅擴充資助高中學額，同時利用買位計劃增加在私立中學提供資助高中學額應該需求，因此政府決定1988年起取消初中成績評核試。因特殊情況，如學校中四學位不足或停辦，學生未能原校升讀中四，可利用中四學位安排機制，由教育局中央學位安排另一間學校的中四學位。

## 餘波
1988年初中成績評核試雖然名義上告一段落，但實則名亡實存。因當時大多數日校官津中學，仍實施「非平衡班級」，以上文「設立原因」一段提及的中學（中三6班，中四4班，全校中一至中五共26班）而言，中三學年結束後，就會有約1/3成績較遜色的中三學生，在此樽頸位被淘汰。若被淘汰，仍須轉校升讀中四（但他校亦未必有學額）、或轉讀職業訓練技工課程、或離校就業，情況與初中成績評核試仍存在時相若，以工業中學及職業先修學校較為嚴重。
1990年代後期至2000年代初期，官津中學全面實施「平衡班級」，初中至高中各級班數相同（以上述26班的中學為例，改為一級5班，全校中一至中五共25班），中三學生被淘汰的情況才告消失。惟直到2010年代，有學校將成績欠佳的中三學生送往中四學位安排機制，形同「踢出校」。